# 전상요
전상요 (1883년 12월 8일~?)는 대한민국의 정치인이다. 제3대 국회의원을 지냈다.

## 역대 선거 결과
|  | 25.00% |

|  | 45.91% |